# Tragedie van een volk
Tragedie van een volk (volledige titel: Tragedie van een volk; de Russische Revolutie 1891-1924) is een boek uit 1996 van de Engelse historicus Orlando Figes.
Tragedie van een volk is een brede studie over de Russische Revolutie. Figes begint met een uitgebreide schets van het tsaristische regime en zijn zwakheden aan het einde van de negentiende eeuw. Hij besluit met de dood van Lenin in 1924. Het boek geeft een synthese van de diverse visies op de revolutie, gelardeerd met persoonlijke documenten van ooggetuigen en deelnemers, en een analyse van de persoonlijke en historische krachten. Figes schetst portretten van de belangrijke personages uit de periode (zoals tsaar Nicolaas II, eerste minister Aleksandr Kerenski en de revolutionaire leiders Lenin en Trotski). Er is veel oog voor het leed van het Russische volk door honger, oorlog, terreur en de genadeloze burgeroorlog.
Figes beschrijft de Russische Revolutie vooral als een episode van chaos en geweld. Hij stelt onder andere dat het gewelddadige karakter van de revolutie gezien moet worden in het kader van de eveneens gewelddadige Russische geschiedenis, en concludeert dat de grondslagen van Stalins terreurbewind al gelegd waren toen Stalin aan de macht kwam. Tegelijk verzet hij zich tegen de conservatieve conclusie (van bijv. Pipes) dat revolutionaire verandering nooit nagestreefd moet worden, omdat die het risico van bloedvergieten in zich draagt.
Tragedie van een volk werd onderscheiden met de Wolfson History Prize, de WH Smith Literary Award, de NCR Book Award, de Longman/History Today Book Prize en de Los Angeles Times Book Prize. Vooral Figes' brononderzoek wordt alom geprezen.
Academische recensies van het werk waren niet eensgezind positief: C. Read sympathiseert met Figes' methode van ooggetuigengeschiedenis, maar meent dat Figes te weinig kritisch naar zijn bronnen kijkt en ze gebruikt als maskers om zelf door te spreken. Ook vindt hij dat Figes revolutionair geweld (gericht op de vestiging of handhaving van een of andere orde) te veel over een kam scheert met het ongerichte geweld van randfiguren. J. D. White beschrijft Tragedie van een volk als een leesbaar en toegankelijk boek, maar als een geschiedschrijving weinig geslaagd, omdat het historisch overzicht opoffert aan de wens om een periode van chaos en persoonlijke tragedie te schetsen.